# Élise de Maussion
Elise Sophie Angélique de Maussion, född 1833, död 1908, var en fransk konstnär. Hon är känd som porslinsmålare. Hon studerade för Caroline Douëzy d'Ollendon och var anställd vid Manufacture nationale de Sèvres mellan 1861 och 1870. Hon finns representerad vid Musée d'Angoulême.